# Васильєв Микита Олександрович
Микита Олександрович Васильєв (9 березня 1990, м. Київ, УРСР) — український хокеїст, захисник.  
Виступав за «МВД-2», «Сокіл» (Київ), «Беркут» (Київ).
У складі національної збірної України провів 3 матчі. У складі молодіжної збірної України учасник чемпіонату світу 2010 (дивізіон I).
Досягнення
- Чемпіон України (2010).